# 沙姆基爾區
沙姆基爾區是阿塞拜疆的一個區，位於該國西北部。面積1,956.7平方公里，人口186,697人。首府沙姆基爾。
1930年設區。